# Lucyna Krzywonos
Lucyna Wlazło-Bajewska Krzywonos (ur. 1 października 1928, zm. 26 stycznia 2007 w Łomiankach) – polska pilotka i instruktorka szybowcowa.

## Życiorys
W 1947 roku Lucyna Wlazło ukończyła razem z Zofią Zalewską kurs szybowcowy zorganizowany w Leszczewie. Była zawodniczką Aeroklubu Warszawskiego. 28 lipca 1951 ustanowiła szybowcowy rekord krajowy w przelocie docelowym wynoszący 123 km. 18 lipca 1958 roku ustanowiła 2 rekordy świata w przelocie docelowym i otwartym na szybowcu dwumiejscowym wynoszący 489,8 km. 18 lipca 1958 roku ustanowiła rekord świata w przelocie docelowym na dystansie 489,80 km startując razem z Krystyną Cieślik na SZD Bocian. 26 czerwca 1960 roku ustanowiła rekord świata w przelocie docelowo-powrotnym na 387 km, a sześć lat później 18 maja 1966 roku zwyciężyła w ogólnopolskich zawodach szybowcowych kobiet. 4 lipca 1969 roku wygrała krajowe zawody szybowcowe kobiet.

## Nagrody i odznaczenia
- 1960 Diamentowa Odznaka Szybowcowa Nr. 54 (159)[4]
- 1969 Medal Tańskiego[5]
- 2002 Medal Dominika przyznawany najwspanialszym latającym kobietom[6].